# Phường 11, Gò Vấp
Phường 11 là một phường thuộc quận Gò Vấp, Thành phố Hồ Chí Minh, Việt Nam.

## Địa lý

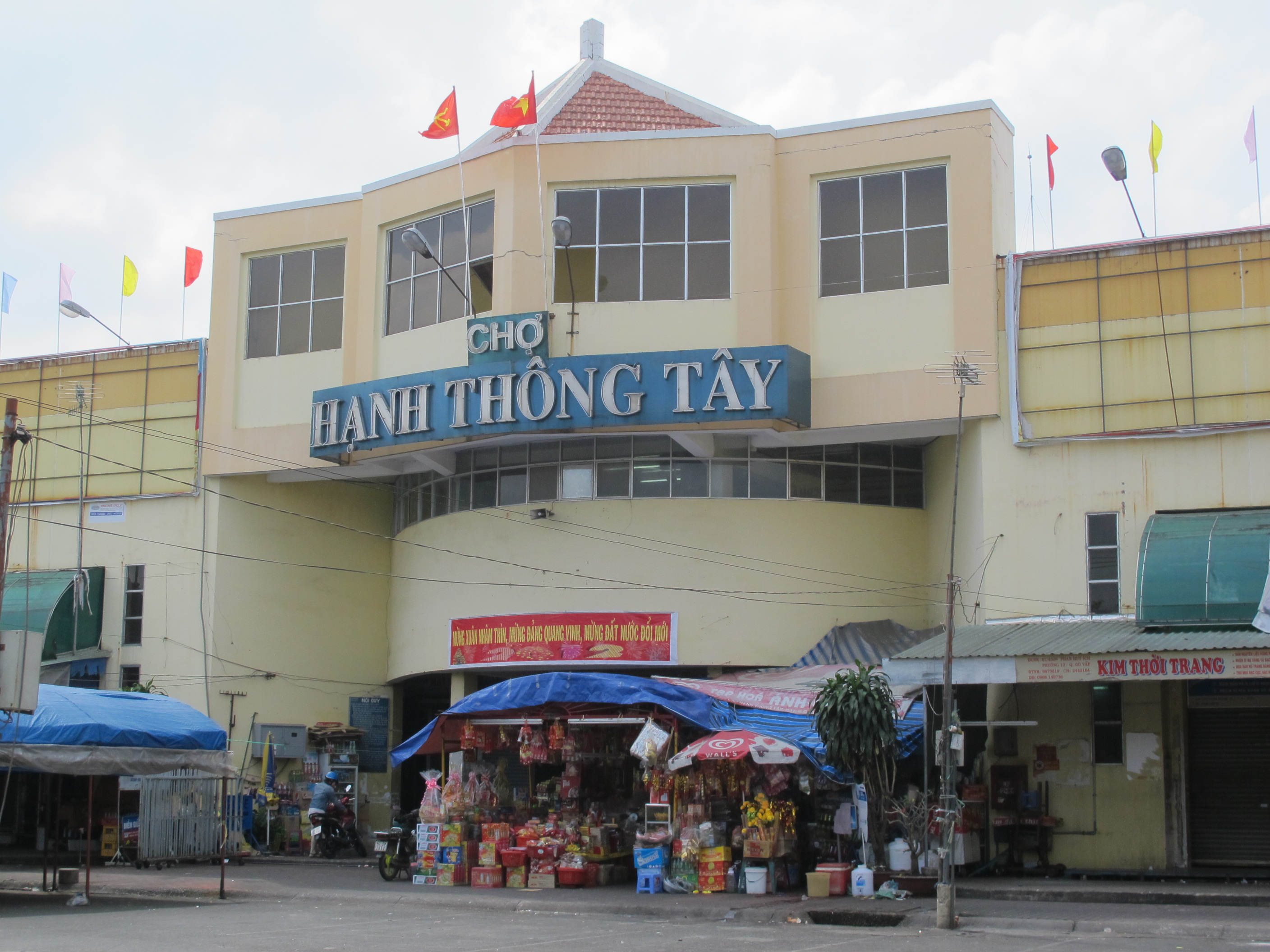
Chợ Hạnh Thông Tây

Phường 11 nằm ở trung tâm quận Gò Vấp, có vị trí địa lý:
- Phía đông giáp Phường 10 và Phường 16
- Phía tây giáp Phường 8 và Phường 9
- Phía nam giáp quận Tân Bình
- Phía bắc giáp Phường 16.

Phường có diện tích 1,22 km², dân số năm 2021 là 54.522 người,  mật độ dân số đạt 44.690 người/km².

## Lịch sử
Trước năm 1975, địa bàn Phường 11 hiện nay thuộc xã Thông Tây Hội, quận Gò Vấp, tỉnh Gia Định.
Năm 1976, xã Thông Tây Hội giải thể để thành lập các phường mới thuộc quận Gò Vấp, trong đó có Phường 11.
Ngày 23 tháng 11 năm 2006, Chính phủ ban hành Nghị định số 143/2006/NĐ-CP. Theo đó:
- Điều chỉnh 66,34 ha diện tích tự nhiên và 10.307 người của Phường 11 về Phường 8 mới thành lập.
- Điều chỉnh 28,44 ha diện tích tự nhiên và 5.860 người của Phường 11 về Phường 9 mới thành lập.

Sau khi điều chỉnh địa giới hành chính, Phường 11 còn lại 121,98 ha diện tích tự nhiên, dân số là 35.346 người.